# The Best of Pooh
The Best of Pooh è la nona raccolta dei Pooh.
Raccolta edita dalla casa discografica per festeggiare il trentennale del gruppo.

## Il disco
La doppia antologia, pubblicata nel novembre del 1997 risulta essere uno dei dischi più venduti dell'anno.
Vengono incluse 28 canzoni scelte nel vasto repertorio del gruppo, più 2 inediti registrati per l'occasione, Brava la vita che apre il primo dei 2 Cd, un brano molto simile come arrangiamento e base ritmica alla precedente "Amici per sempre" (con la quale condivide anche gli stessi accordi e la stessa metrica).
Il brano viene colorato da sonorità esotiche in fase di mixaggio, dall'arrangiatore, Emmanuele Ruffinengo, già collaboratore dei Pooh negli album Uomini soli e Amici per sempre.
Del brano viene girato un divertente videoclip in un capannone abbandonato nei pressi di Zanica, un paese in provincia di Bergamo. Il brano viene registrato anche in chiave acustica dalla giovane artista emergente Sabina Stilo. Tale versione sarà poi utilizzata come sigla della serie televisiva La dottoressa Giò.
L'altro inedito è Non lasciarmi mai più, brano che da Ruffinengo viene definito molto vicino alle sonorità da film di James Bond. 
Si tratta di un lento che Roby decide di velocizzare in sede di arrangiamento, con cori sexy nel finale quasi sussurrati. Anche questo album (come 25 la nostra storia) va fuori catalogo dopo la prima tiratura. Vengono utilizzate le versioni remixate già presenti su "25 la nostra storia" e remixati per l'occasione altri brani: Infiniti Noi, Pronto Buongiorno è la Sveglia e Buona Fortuna.

## Tracce
Cd 1
1. Brava la vita (Facchinetti - D'Orazio) - Voci principali: Dodi, Stefano, Roby, Red
2. Noi due nel mondo e nell'anima (Facchinetti - Negrini)
3. Notte a sorpresa (Facchinetti - Negrini)
4. Giorni infiniti (Facchinetti - Negrini)
5. Pierre (Facchinetti - Negrini)
6. La mia donna (Facchinetti - Negrini)
7. Amici x sempre (Facchinetti - Negrini)
8. Stare senza di te (Canzian - D'Orazio)
9. Infiniti noi (Facchinetti - Negrini)
10. Chi fermerà la musica (Facchinetti - Negrini)
11. 50 primavere (Battaglia - D'Orazio)
12. Io e te per altri giorni (Facchinetti - Negrini)
13. Pronto, buongiorno è la sveglia (Facchinetti - D'Orazio)
14. Il cielo è blu sopra le nuvole (Facchinetti - Negrini)
15. Pensiero (Facchinetti - Negrini)

Cd 2
1. La donna del mio amico (Facchinetti - D'Orazio)
2. Tanta voglia di lei (Facchinetti - Negrini)
3. Canterò per te (Battaglia - Negrini)
4. Uomini soli (Facchinetti - Negrini)
5. Dammi solo un minuto (Facchinetti - Negrini)
6. Buona fortuna (Facchinetti - D'Orazio)
7. In silenzio (Facchinetti - Negrini)
8. Ci penserò domani (Battaglia - Negrini)
9. L'altra donna (Battaglia - Negrini)
10. Piccola Katy (Facchinetti - Negrini)
11. Cercando di te (Canzian - D'Orazio)
12. Happy Christmas (War is over) (Lennon - Ono)
13. Parsifal (Facchinetti - Negrini)
14. Parsifal (Orchestrale) (Facchinetti)
15. Non lasciarmi mai più (Facchinetti - Negrini) - Voce principale: Roby - Batteria: Lele Melotti

## Formazione
- Roby Facchinetti - voce, pianoforte, tastiera
- Dodi Battaglia - voce, chitarra
- Stefano D'Orazio - voce, batteria, percussioni
- Red Canzian - voce, basso

## Classifiche

### Classifiche settimanali
| Classifica (1997-98) | Posizione massima |
| -------------------- | ----------------- |
| Europa               | 26                |
| Italia               | 3                 |

### Classifiche di fine anno
| Classifica (1998) | Posizione |
| ----------------- | --------- |
| Italia            | 23        |